# بوب فينلاي
بوب فينلاي هو عداء مسافات طويلة كندي، ولد في 3 أغسطس 1943 في لندن في المملكة المتحدة.

## وصلات خارجية
- بوب فينلاي على موقع أوليمبيديا (الإنجليزية)